# 우상의 눈물
《우상의 눈물》(偶像의 눈물)은 1980년에 발표된 전상국의 단편소설이다. 교실에서 벌어지는 암투를 관찰자(이유대) 입장에서 서술하였으며, 《우리들의 일그러진 영웅》과 비슷한 맥락에 있으면서도 차이점이 있다. 여기서의 주안점은 '물리적이고 표면적인 폭력(불법적 폭력)'과 '치밀하고 합법적인 폭력(합법적 폭력)'의 대립이다.

## 등장인물
- 이유대 :' 눈치빠른 인물로, 담임과 반장, 기표 모두의 위선을 날카롭게 파악하지만 자신도 교활함을 감추고 있다.
- 최기표 : 1년 유급한 폭력적인 문제아. 이른바 재수파라는 무리의 대장격. 담임과 반장의 계략에 두려움을 느끼고 어디론가 도망쳐 실종된다. 두려움을 느낀다.
- 담임 : 학생을 마음대로 부리고 싶어하는 권위주의자. 반장과 모의해 기표를 쫓아낼 합법적이고 치밀한 계획을 세운다.
- 정수 : 총무. 형우를 따르지만 형우의 계획에서 위험을 느끼고 발을 뺀다. 또한 형우에가 약간의 선의가 있었다
- 유대의 엄마 : 교육에 대해서는 관심이 많지만 정작 가까이에 있는 아들에게는 관심이 없으며, 촌지로 모든 것을 해결할 수 있다는 교육관을 가졌다.
- 기표아빠: 착하기 다름없고 매일 술만 마심 꼰대임.
- 임형우: 반장, 앞에서는 착하고 기표를 도와주는것 같으나 뒤에서는 담임과 모의를 해서 기표를 쫓아낼 합법적이고 치밀한 계획을 세운다.
- 학교 뒷 골목: 형우가 기표패거리로부터 폭행을 당했을 때에 목격자로 필수 등장인물로 여김.

## 줄거리
'메시껍게 굴었다'라는 이유로 불량학생 최기표와 그 패거리에게 린치를 당한다. 얼마 후 가정방문을 온 신임담임은 자신의 뜻을 숨기고 유대에게 반장직을 맡겨 교실에서 생기는 일에 대한 정보를 자신에게 자주 알려달라고 부탁하지만 유대는 1학년 때의 첩자 노릇에 대해 회의를 느낀 데다가 담임의 의도를 파악한 상태여서 신임담임의 제안을 거절하고 친한 친구인 형우를 추천한다. 그 후, 담임은 이유대의 추천으로 유대의 친한 친구 임형우에게 반장을 시키고, 형우와 담임은 기표 패거리를 해체시키고 기표를 몰락시키기 위해 계략을 꾸민다. 형우는 기표를 커닝을 유도하는 식으로 반 아이들을 주도하여 도와주고, 그러한 이유로 기표심기를 거스르게 되어 재수파들에게 린치를 당하지만 기표를 고발하지 않는 등 자신을 부각시키고 기표를 점차 소외시켜 자신은 친구를 고발하지 않는 의리의 사도가 된다. 결국 재수파는 반장 임형우를 린치한 일 이후로 와해된다. 형우와 담임은 마지막 결정타로, 기표의 어려운 가정형편을 밝히고 모금운동을 벌인다. 이 이야기는 퍼지고 퍼져 신문에 나가고 영화로까지 만들어지게 된다. 반장과 선생의 합법적이고 계획적인 보이지 않는 폭력에 두려움을 느낀 기표는 학교에 나오지 않는다. 담임선생님이 형우와 유대를 불러 보여준, 기표가 여동생에게 쓴 편지 맨 앞줄에는 -무섭다. 나는 무서워서 살 수가 없다. 라는 내용이 적혀있었다. 